# Землетрясение в северной части Срединно-Атлантического хребта
Землетрясение магнитудой 6,3 произошло 25 мая 2010 года в 10:09:05 (UTC) в северной части Срединно-Атлантического хребта, в 614,6 км к юго-западу от Лажиш-даш-Флориш (Азорские острова, Португалия). Гипоцентр землетрясения располагался на глубине 10,0 км.
В результате землетрясения сообщений о жертвах и разрушениях не поступало.

## Тектонические условия региона
На отрезке Срединно-Атлантического хребта от экватора до 40° с. ш. в бортах рифтовой долины и на склонах хребтов, обрамляющих крупные трансформные разломы, на значительных по протяжённости отрезках (десятки и сотни километров по простиранию рифтовой долины или хребтов, тысячи метров по вертикали) обнажаются глубинные породы базит-гипербазитового состава. Неизменённые породы первой группы сложены оливинами, пироксенами и шпинелидами. По количественным соотношениям первичных минералов среди них на Срединно-Атлантическом хребте выделяются дуниты, Гарцбургиты, лерцолиты, верлиты и пироксениты. Габброиды, помимо оливина и пироксенов, содержат плагиоклаз, амфибол и рудный минерал (обычно титаномагнетит). По различному соотношению главных породообразующих минералов среди них на Срединно-Атлантическом хребте выделяются оливиновые габбро, габбро-нориты, амфиболовые габбро, титаномагнетитовые габбро (феррагаббро). Сходный состав имеют долериты и базальты. Отличия (помимо геологических позиций) заключаются в структурах пород и, иногда, в присутствии нераскристаллизованного вулканического стекла. Среди габброидов наиболее распространены габбро и габбро-нориты, среди гипербазитов — гарцбургиты, реже лерцолиты и пироксениты. Все остальные типы пород встречаются значительно реже. Взаимоотношения между базитовыми и гипербазитовыми породами недостаточно выяснены.
При крупномасштабном геологическом картировании днища рифтовой долины и её бортов, устанавливается, что базит-гипербазитовые породы перекрываются базальтами, или имеют с ними тектонические контакты. Такие же отношения этих магматитов фиксируются и при наблюдениях с подводных аппаратов. На склонах хребта и в рифтовой долине эти образования местами перекрываются осадками неоген-плейстоценового возраста. Таким образом, в строении Срединно-Атлантического хребта участвуют два разновозрастных комплекса пород, генетически не связанных друг с другом: нижний, сложенный магматическими породами базит-гипербазитового состава, дислоцированными и в разной степени метаморфизованными; и верхний, осадочно-вулканогенный, не метаморфизованный и не дислоцированный. Первым к такому выводу пришёл академик Александр Пейве, который предложил нижний комплекс называть «метаморфическим». По данным исследователей породы нижнего комплекса — меланократового кристаллического фундамента Срединно-Атлантического хребта, представляют древние, преимущественно, раннедокембрийские полиметаморфические мантийнонижнекоровые образования, которые могут быть сопоставлены с гранулит-базитовым слоем континентальной коры (или являются его аналогом, отличаясь, по-видимому, большим содержанием темноцветных минералов).
В пределах северной части Срединно-Атлантического хребта гидрогеологические структуры выделяются в пределах сегментов хребта. Сегментарную мегаструктуру Срединно-Атлантического хребта определяют 14 разломов, включающих 8 трансформных разломов первого порядка и 6 надпорядковых демаркационных разломов. Они делят его на 9 сегментов, различных по своим геометрическим размерам и состоянию осевой расчленённости самыми мелкими (элементарными) трансформными нарушениями, как по смещению, направлению, так и длине каждого из «микросегментов». Именно эти мелкие трансформы создают конечную тектоническую обстановку. С позиции полноты развития мегасегментов, как составных частей Срединно-Атлантического хребта, из девяти выделенных, наиболее зрелыми являются два мегасегмента: между разломами Атлантис — Кейн и Кейн — Зелёного Мыса. Для них характерна чёткая выраженность рифтовой зоны и гребня, как линейных структур, регулярная расчленённость на микросегменты, большая протяжённость мегасегментов (780 и 880 км). Первый, лежащий к северу, мегасегмент, сформировался как левосторонний; второй — как правосторонний.
Разлом Кейн является разделом геодинамических систем Срединно-Атлантического хребта с различной по направлению сдвиговой составляющей. Это своеобразный геодинамический экватор, к северу и к югу от которого можно фиксировать элементы симметрии, выражающиеся в регулярности микросегментации, направлении и тенденции возрастания смещения, общей направленности осевой зоны, в проявлении линейной ориентации морфоструктурных компонентов или их блоковой разобщённости. Гидрогеологические структуры в пределах сегмента являются гидрогеологическими массивами. В пределах сегмента могут выделяться блоки — гидрогеологические бассейны трещинных вод ультраосновных и основных пород, и неовулканические поднятия — вулканогенные бассейны трещинножильных вод. В пределах сегментов хребта выделяют склоны, гребневые части рифтовой долины и рифтовую долину. Глеб Удинцев отмечает, что рифтогенез развивается неравномерно в пространстве и во времени. Рифтовые зоны отличаются мощностью осадочного чехла, формой его залегания на фундаменте, глубинным строением земной коры, а также аномальной структурой магнитного поля, распределением теплового потока через дно океана, локальными гидротермальными проявлениями, аномалиями возрастных характеристик осадков и магматических пород акустического фундамента, вариациями механизма очагов землетрясений. На склонах рифтовых долин обнажаются скальные породы второго и третьего слоя, представленные основными породами. На дне и склонах, покрытых осадками, развиты иловые воды, а в скальных породах — трещинные. Наконец, по разломам рифта распространены трещинно-жильные воды разломов, в ряде случаев термальные; некоторые из них поднимаются с больших глубин, среди них возможны и мантийные рудоносные растворы.
Разломы служат и путями продвижения к поверхности дна океанов магматических расплавов. Границами сегментов служат трансформные разломы. Сообщество трансформных разломов представлено разнородными дизъюнктивными структурами. Ведущие из них — сегментообразующие, делят Срединно-Атлантический хребет на ряд отрезков с достаточно выдержанным характером рельефа, батиметрией и направленностью в сдвиге осевого рифтового грабена. Если сегментообразующие трансформы — разломы 1-го порядка — всегда прослеживаются за пределами хребта, иногда в пределах сопредельных котловин, доходят до континентального склона и могут быть отчётливо увязаны с системой крупных разломов на материках; то трансформные разломы 2-го порядка, усложняющие внутрисегментационное строение Срединно-Атлантического хребта, чётко наблюдаются в гребневой зоне, почти всегда выходят за её границы на склоны и далеко не всегда уверенно наблюдаются в пределах подножия.
Среди самых крупных трансформных разломов — 13 нарушений этого типа (с севера на юг): разлом Пико, Океанограф, Хайес, Атлантис, Кейн, Зелёного Мыса, Марафон, Меркурий, Вима, Архангельского, Долдрамс, Вернадского, Страхова (4° с. ш.) и Сан-Паулу. Трансформные разломы хорошо выражены в рельефе дна, в магнитном поле и сильно смещают осевой рифт от 70-100 км до 150—450 км. Разломы со смещением от 70 до 100 км отнесены к внутриокеаническим разломам первого порядка, а трансформы-гиганты со смещением осевого рифта более 150 км к числу надпорядковых, выходящих за пределы океана и продолжающихся на сопредельной суше — к демаркационным. Трансформные разломы рассматривают как самостоятельную гидрогеологическую структуру, где наряду с трещинными и трещинно-жильными водами фундамента, среди которых распространены и термальные, наблюдаются и иловые воды в осадках на дне и местами на склонах.